# Lois Pereiro

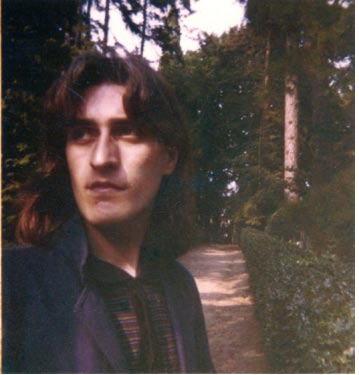
Lois Pereiro (1978)

Luis Ángel Sánchez Pereiro (auch: Lois Pereiro, * 16. Februar 1958 in Monforte de Lemos, Galicien; † 24. Mai 1996 in A Coruña, Galicien) war ein spanischer Dichter, Schriftsteller und Übersetzer. Der Tag der Galicischen Literatur 2011 wurde ihm gewidmet.

## Leben
Lois Pereiro wurde in Monforte de Lemos im Jahre 1958 geboren. Er besuchte die Escolapios-Schule und begann mit 15 Jahren zu schreiben. Danach studierte er Politikwissenschaft und Soziologie an der Universität von Madrid und erlernte Englisch, Französisch und Deutsch. Dort gründete er das Magazin Loia mit Antón Patiño, Manuel Rivas und seinem Bruder Xosé Manuel Pereiro.
Pereiro verstarb 38-jährig an den Folgen von AIDS.

## Beispiel seiner Poesie
- Cuspídeme enriba cando pasedes por diante do lugar onde eu repouse,
enviándome unha húmida mensaxe de vida e de furia necesaria.

## Werke
- Poemas 1981/1991 (1992)
- Poesía última de amor e enfermidade (1995)
- Poemas para unha Loia (1997)
- Conversa ultramarina (2010)
- Náufragos do Paraíso (2011)
- Antoloxía (2011)
- Modesta proposición e outros ensaios (2011)
- Obra poética completa (2011)